# Société historique et archéologique de Langres
Pour les articles homonymes, voir SHAL.
La Société historique et archéologique de Langres (SHAL), anciennement Société archéologique de Langres, est une société savante fondée en 1835.

## La création

### Les fondateurs
En 1832, Joseph-Philibert Girault de Prangey, archéologue et un des premiers photographes, soutenu par Aubert, maire de Langres, fait avec Génuyt-Besancenet un recensement des antiquités se trouvant inclus dans les remparts. Puis, une commission municipale en fait un inventaire, mais ne réussit pas à obtenir qu'ils soient conservés dans l'ancienne église saint-Didier.

### La fondation
À la suite de ces initiatives, la Société archéologique de Langres est fondée le 21 mai 1836 sous l'impulsion de Jean-Félix-Onésime Luquet, architecte, qui devient par la suite Mgr Luquet. Elle fut autorisée par le ministre de l'intérieur le 17 juillet 1836. 
Elle prend le nom de Société historique et archéologique de Langres le 18 février 1842, et ses statuts définitifs datent de 1859, ainsi que sa reconnaissance d'utilité publique, signé le 24 décembre par l'empereur Napoléon III,.

## Les objectifs
Elle organise des visites, des conférences et toutes autres manifestations liées à l'histoire et à l'archéologie de Langres et de son pays.
Elle possède des collections et des archives qu'elle a reçues en donation, elle en assure la conservation et la publication, une partie de ses collections sont au Musée d'Art et d'Histoire de Langres  qu'elle a fondé.
C'est une institution culturelle ouverte aux chercheurs, aux enseignants, aux étudiants, et à tous ceux qui s'intéressent à la culture de cette province.

## Les actions
- La société possède d'importantes collections déposées au Musée d'Art et d'Histoire de Langres qu'elle a fondé en 1842.

- Elle édite le Bulletin de la Société historique et archéologique de Langres qui est trimestriel, ainsi que les Mémoires de la Société historique et archéologique de Langres.

## Administration
La Société est dirigée par un conseil d'administration qui élit un bureau. Le président est Pierre Gariot, Georges Viard étant président honoraire.
Son siège est à l'hôtel du Breuil, à Langres.
Elle est membre de l'Association bourguignonne des sociétés savantes, dont elle a accueilli les autres membres dans un colloque tenu à Langres en 1927. Elle fait partie du comité des travaux historiques et scientifiques, un institut dépendant de l'école nationale des chartes.

### Liste des présidents
- Henry Brocard (-1898)
- André Garnier (né à Chaumont -2009) en 1972 ; docteur en droit, avocat puis magistrat.
- Pierre Gariot

### Membres remarquables
- Joseph-Philibert Girault de Prangey (1804-1892), un des fondateurs de la société;
- Marie-Joseph Monny de Mornay (1804-1868), directeur de l'agriculture, membre correspondant de la Société en 1847 ;
- Arthur Daguin (Nogent 1849 -1944), ingénieur, historien, géographe, magistrat, philanthrope.
- Émile Jolibois, archiviste à Chaumont.
- Mme Du Breuil Saint-Germain, donatrice d'une collection de faïences d'Aprey en 1921.
- Général Raoul Philpin de Piépape (Langres 1869) (en 1930)
- Abbé Jacob Maitrier (en 1930)
- Arthur de L'Horme (Langres 1871-1941), dit le Baron, officier, généalogiste
- Édouard Dessein (Langres 1875-1961), avocat, ancien maire de Langres, ancien député (de 1914 à 1928)
- Docteur Raymond Brocard (en 1930)
- Henri Maitrier (Langres 1874-1949), alpiniste. (en 1930)
- Charles Royer (en 1930)
- Bernard Gueniot (1915-2006), libraire, imprimeur.
- André Journeaux (Langres 1915-2006), universitaire, géographe, auteur de Histoire de Langres des origines à nos jours, 1991.
- Nicolle Villa, épouse Sébline (1922-2008), archiviste paléographe, fille du peintre Georges Villa
- Jean Poullain (1924- Langres 2008), directeur de Plastic Omnium
- André Delattre (1927-2006), conseiller à la Cour de cassation

## Publications
- Les Mémoires de la Société historique et archéologique de Langres, publication in-quarto, ornées de lithographies de Girault de Prangey, de Guyot, d'Émile Sagot (Mémoires de la Société historique et archéologique de Langres disponibles sur Gallica)
- Le Bulletin de la Société historique et archéologique de Langres, parution trimestrielle (Bulletins de la Société historique et archéologique de Langres disponibles sur la base Gallica).